# Adolf Wierzbicki
Adolf Władysław Wierzbicki, ps. „Wiktor Rutowski” (ur. 17 września 1897 w Krakowie, zm. 24 grudnia 1992 w Londynie) – major Wojska Polskiego, działacz niepodległościowy.

## Życiorys
Urodził się 17 września 1897 w Krakowie, w rodzinie Walerii. W czasie I wojny światowej, jako pomocnik handlowy, stanu wolnego, wstąpił do Legionów Polskich. Walczył w szeregach 1 pułku piechoty.
25 września 1919, jako podoficer byłych Legionów Polskich został mianowany z dniem 1 października 1919 podporucznikiem w piechocie. Służył wówczas w 5 pułku piechoty Legionów. W czerwcu 1921 był przydzielony do Powiatowej Komendy Uzupełnień 5 pp Leg., a w listopadzie tego roku został przydzielony do Powiatowej Komendy Uzupełnień Sochaczew na stanowisku II referenta. 3 maja 1922 został zweryfikowany w stopniu porucznika ze starszeństwem z 1 czerwca 1919 i 878. lokatą w korpusie oficerów piechoty, a jego oddziałem macierzystym był nadal 5 pp Leg. Później został przeniesiony do 72 pułku piechoty z pozostawieniem na zajmowanym stanowisku w PKU Sochaczew w Grodzisku. 4 czerwca 1923 przydzielony został do PKU Starogard na stanowisko oficera ewidencyjnego na powiat tucholski. Z dniem 16 sierpnia 1923 przydzielony został do PKU Zamość na stanowisko II referenta. 1 grudnia 1924 został mianowany kapitanem ze starszeństwem z 15 sierpnia 1924 i 384. lokatą w korpusie oficerów piechoty. W lutym 1926, po reorganizacji komendy, został zatwierdzony na stanowisku kierownika II referatu poborowego. W kwietniu następnego roku został przesunięty na stanowisko kierownika I referatu administracji rezerw. W marcu 1939 pełnił służbę w Departamencie Uzupełnień Ministerstwa Spraw Wojskowych w Warszawie na stanowisku kierownika referatu Wydziału Uzupełnień.
W czasie II wojny światowej pełnił służbę w Polskich Siłach Powietrznych w Wielkiej Brytanii (numer służbowy RAF P-1182). Został mianowany majorem. Zmarł 24 grudnia 1992 w Londynie i został pochowany na cmentarzu Gunnersbury.

## Ordery i odznaczenia
- Krzyż Niepodległości – 2 sierpnia 1931 „za pracę w dziele odzyskania niepodległości”[22][23][24][25]
- Krzyż Walecznych dwukrotnie „za czyny orężne w bojach byłego 1 pp Leg.”[26][27]
- Srebrny Krzyż Zasługi – 1938 „za zasługi w służbie wojskowej”[28][29]